# Schwefelsäurevergiftung
Eine Schwefelsäurevergiftung entsteht durch die Einnahme von Schwefelsäure, welche in Bleiakkus und einigen Metallreinigern, Schwimmbadreiniger, Abflussreiniger und Rostschutzmitteln vorkommen.

## Anzeichen und Symptome
- Husten, Atemnot und Erbrechen
- Brauner bis schwarzer Streifen im Mundwinkel
- Braun bis schwarzer Vomitus
- Braune bis schwarze Magenwand
- Schwarze geschwollene Zunge
- Weiße (kalkweiße) Zähne
- Speiseröhrengeschwüre (Fibrose und Striktur)
- Magenperforation
- Der Magen ähnelt einer schwarzen, schwammigen Masse

## Behandlung
Für oberflächliche Verletzungen ist das Waschen (therapeutische Spülung) besonders wichtig. Zu einer Notfallbehandlung gehört der Schutz der Atemwege, was eine Tracheotomie beinhaltet. Weitere Behandlungen hängen vom Schweregrad ab und können Untersuchungen zur Feststellung des Ausmaßes der Schädigung umfassen, eine (Bronchoskopie für die Atemwege und eine Endoskopie für den Magen-Darm-Trakt), gefolgt von Behandlungen wie chirurgischen Eingriffen (Debridement und Reparatur) und intravenöser Flüssigkeitszufuhr.
Eine Magenspülung ist bei ätzenden Säurevergiftungen wie Schwefelsäurevergiftungen kontraindiziert. Bikarbonat zu vermeiden, da Kohlendioxid freigesetzt wird, das eine Magendehnung verursachen kann, die zu einem Magendurchbruch führen kann, was wiederum schwere Schäden im Bauchraum oder den Tod zur Folge haben kann.

## Kultur und Gesellschaft
Unter Vitriolage versteht man das Verspritzen von Schwefelsäure oder anderen ätzenden Säuren in das Gesicht einer Person.